# Panicum acuminatum
Panicum acuminatum är en gräsart som beskrevs av Olof Swartz. Panicum acuminatum ingår i släktet vipphirser, och familjen gräs. Inga underarter finns listade i Catalogue of Life.

## Bildgalleri

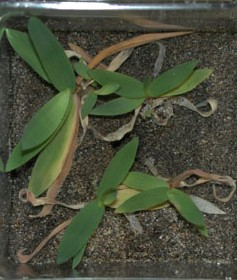
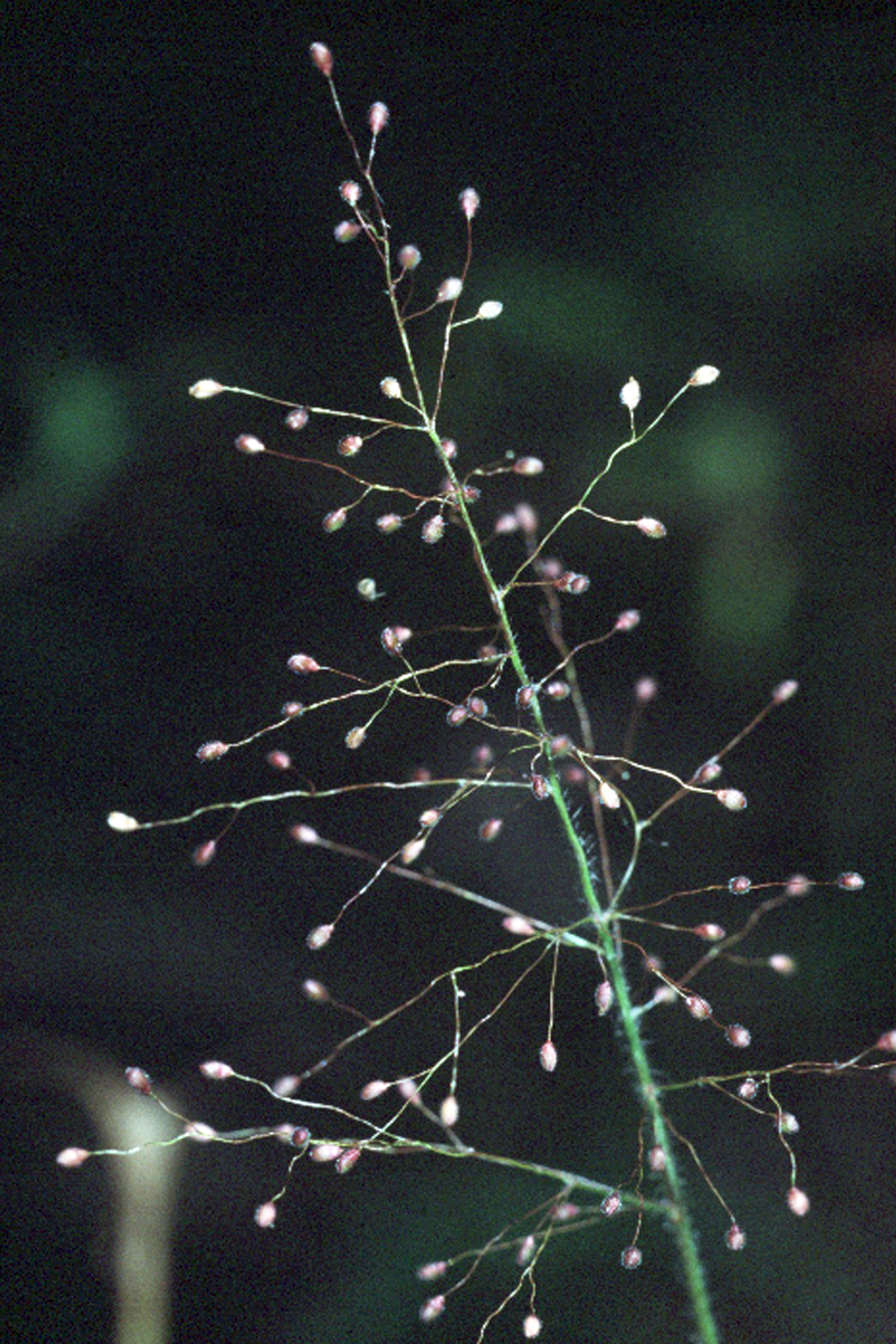
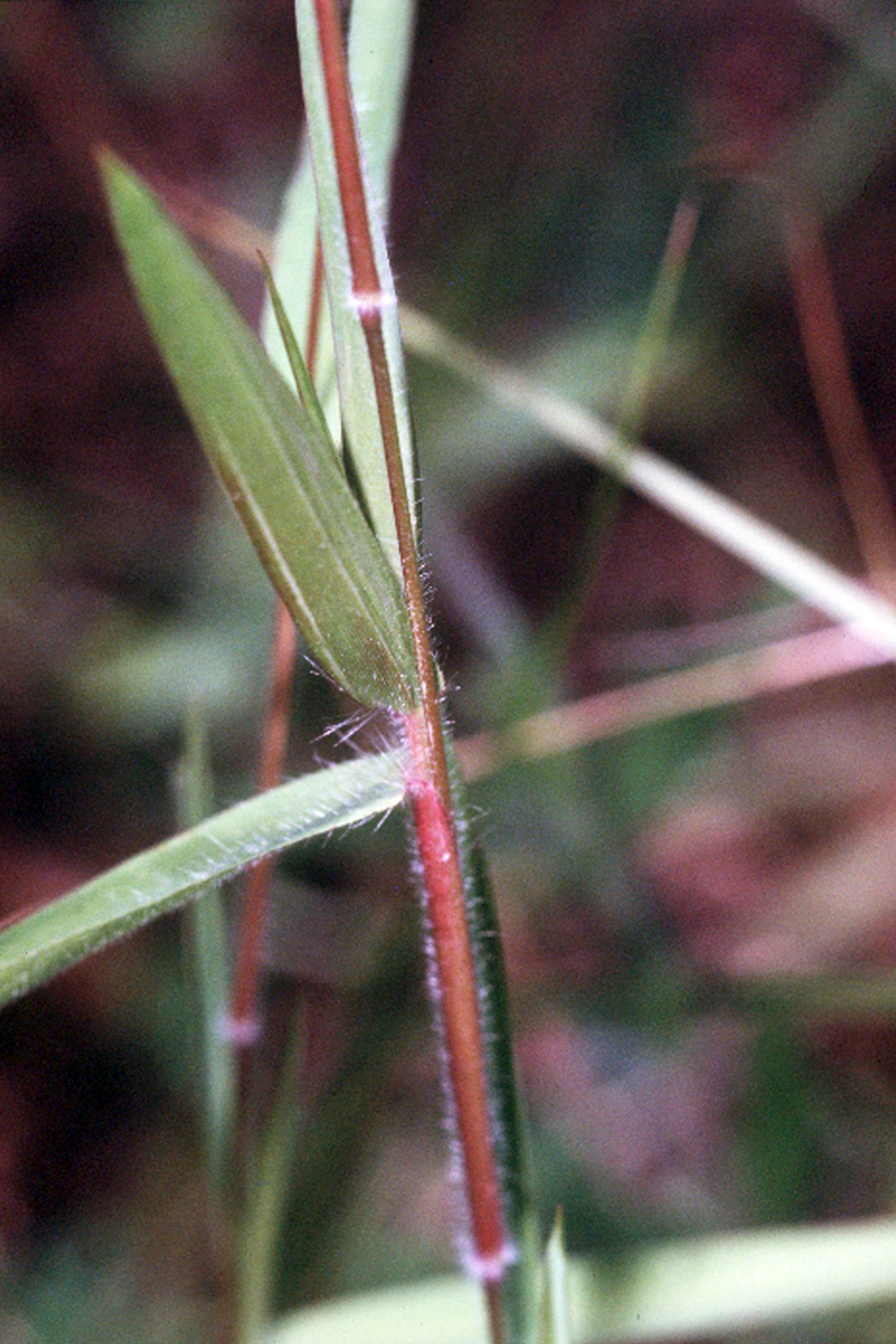
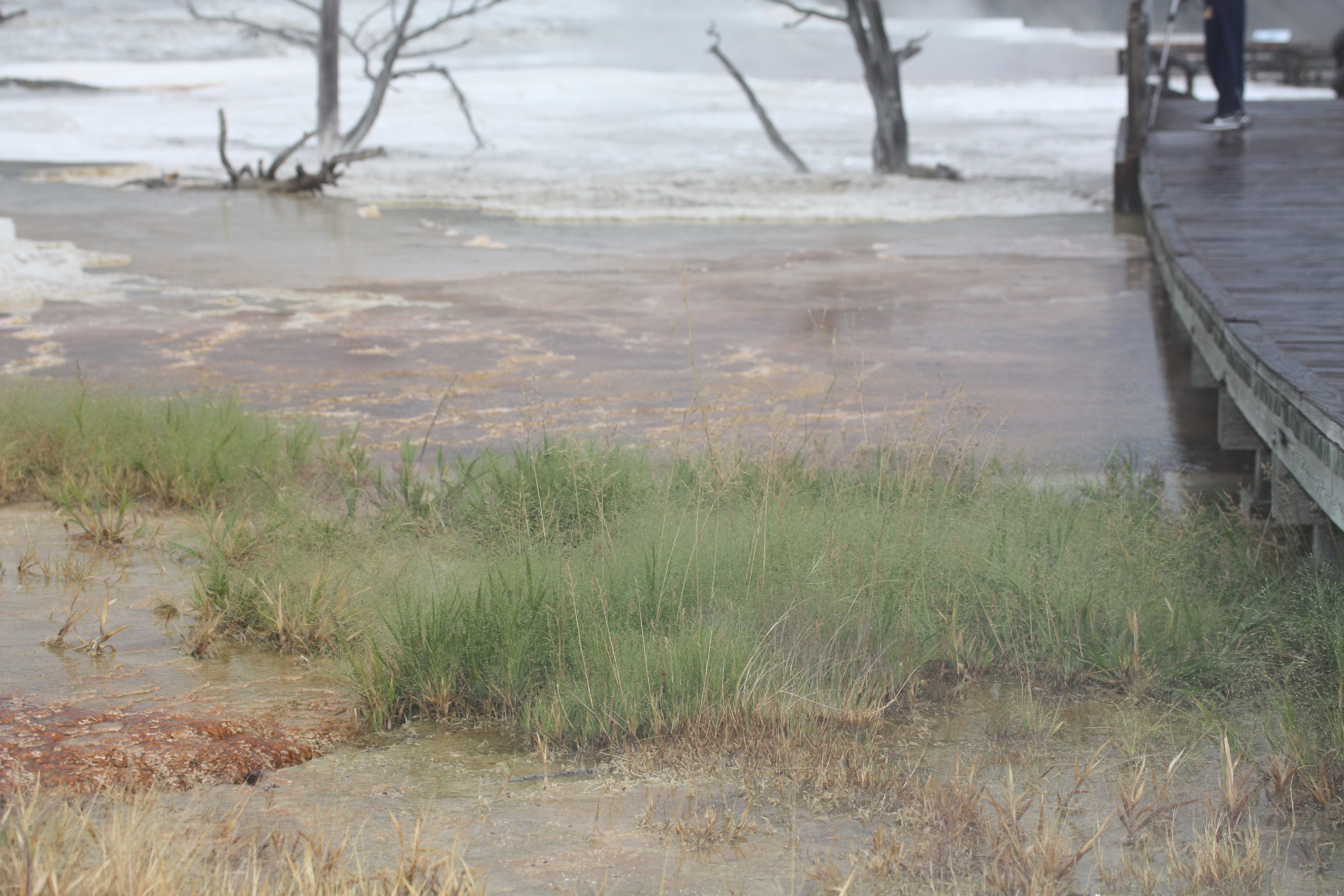
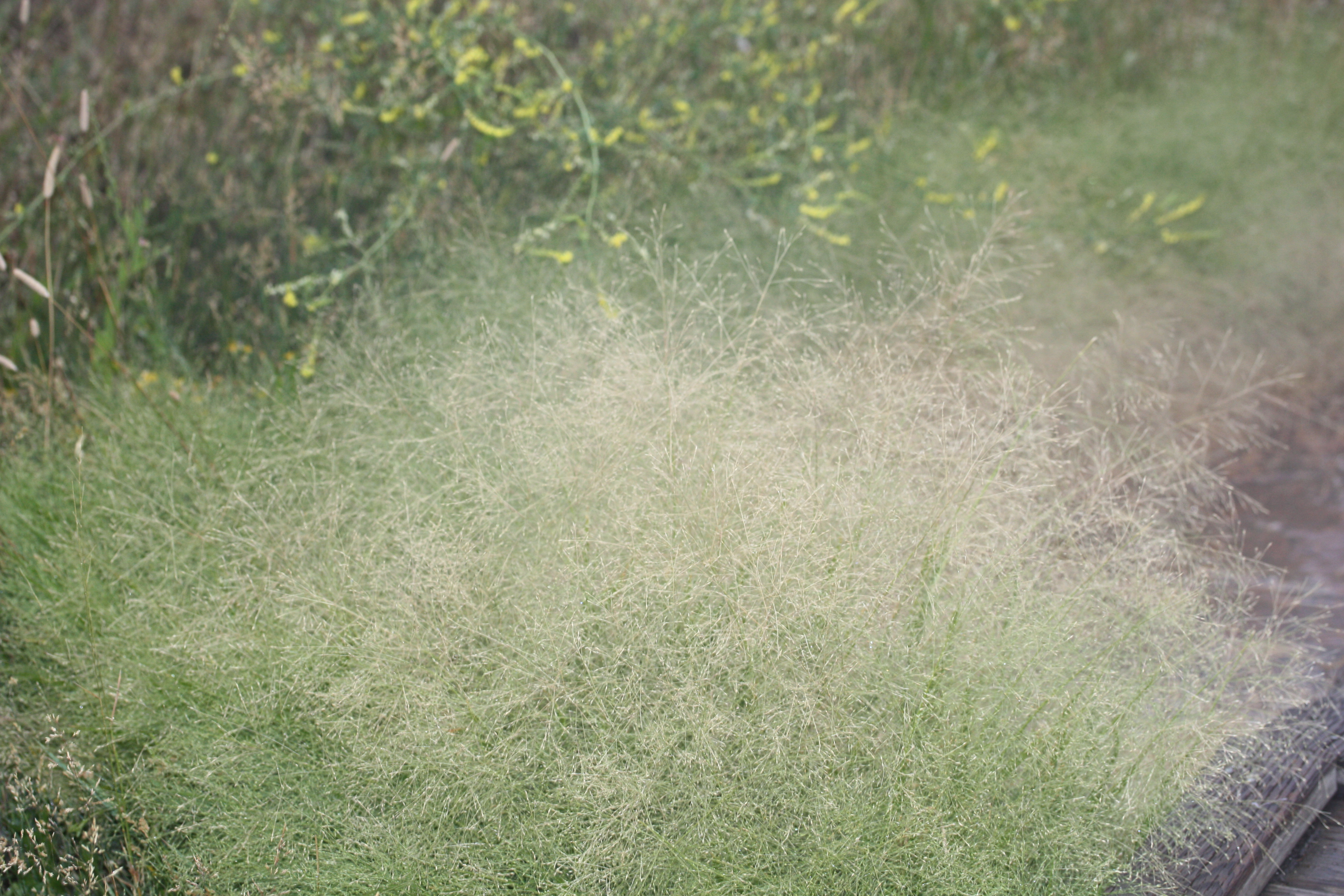
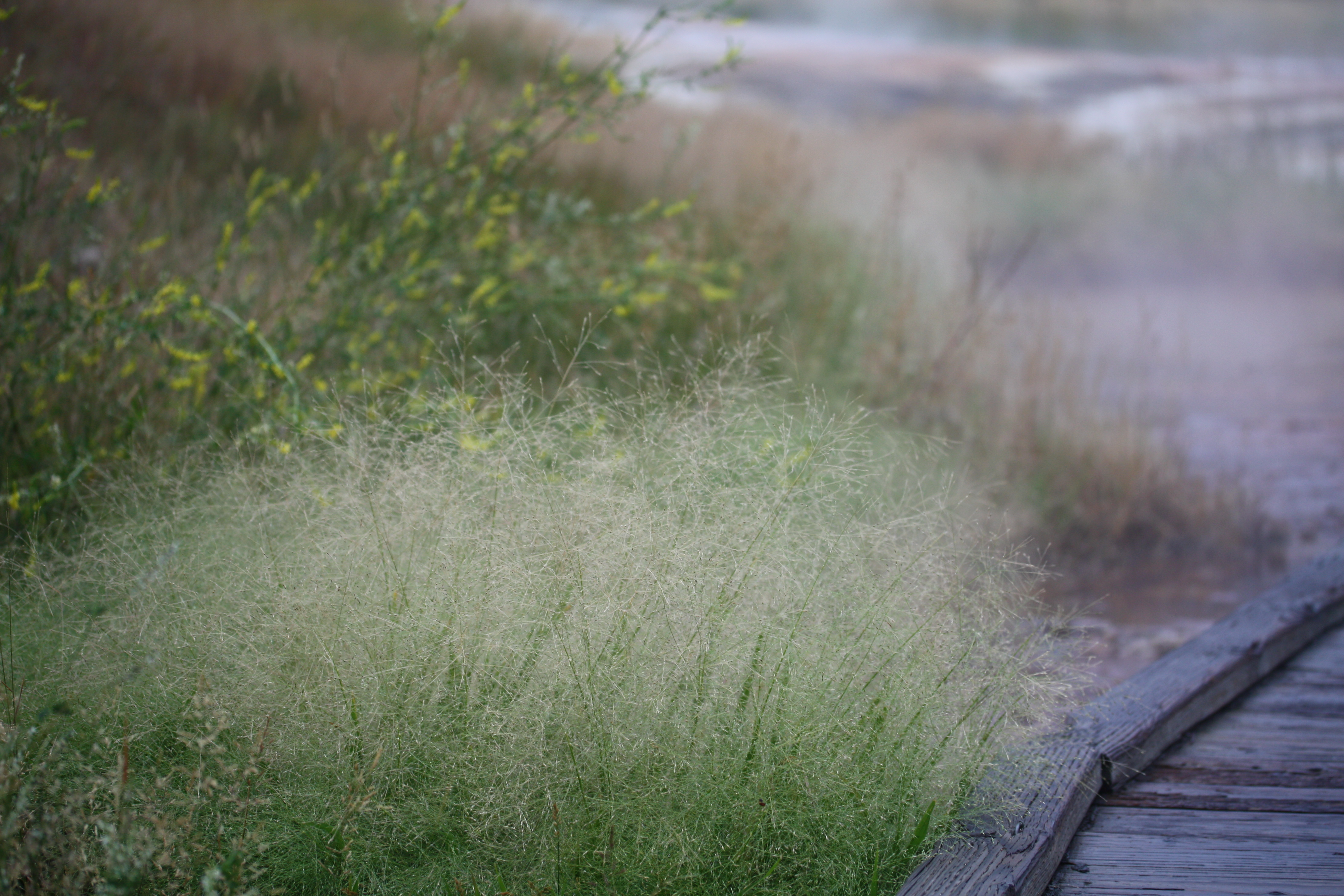